# Ulrich von Heyking
Ulrich von Heyking (* 11. Juni 1718 in Pilten in Kurland; † 10. März 1790 in Glatz) war ein preußischer Generalmajor und Chef des Garnisonsregiments Nr. 8.

## Leben

### Herkunft
Ulrich war der Sohn von Ernst Ewald von Heyking († 14. April 1724), Landrat zu Pilten, Herr auf Sirpen und dessen Ehefrau Marie Veronika, geborene von Blomberg aus dem Hause Sermaten.

### Militärkarriere
Heyking stand zunächst ab 1734 bei der Garde in hessischen Diensten. Am 23. Juni 1740 trat er in preußische Dienste über und wurde als Fähnrich beim Regiment „Garde“ angestellt. Er diente auch als Adjutant von König Friedrich II. und wurde am 18. August 1743 Sekondeleutnant. Als solcher nahm Heyking am Feldzug 1744/45 teil. 1746 wurde er Kapitän und Kompaniechef im Garnisonsregiment „Mützschefall“ Nr. 5. Im September 1755 wurde er Major. Während des Siebenjährigen Krieges kämpfte er bei den Belagerungen von Schweidnitz und Olmütz sowie in der Schlacht bei Kay und wurde zwischenzeitlich im März 1760 Oberstleutnant. Im Zuge der polnischen Unruhen ließ Friedrich II. 1767 längs der polnischen Grenze einen Sicherheitskordon bilden, der aus mehreren Kavallerieregimentern bestand und zur weiteren Absicherung von verschiedenen Infanteriebataillonen verstärkt wurde. Darunter befand sich auch das Garnisonsregiment „von Hatzlacher“ Nr. 5 unter der Führung von Heykings. Nach dem Rückzug der Russen aus Posen besetzte Heyking mit seinem Regiment und fünfzig Husaren auf Weisung des Königs als erster Preuße die Stadt. Im September 1772 folgte seine Beförderung zum Oberst. Am 5. Januar 1782 wurde Heyking Chef des Garnisonsregiments „Berrenhauer“ Nr. 8 in Schlesien. Friedrich II. inspizierte am 19. August 1784 das Regiment und muss beeindruckt gewesen sein. Drei Tage später wurde Heyking Generalmajor und der König spendete noch eine ansehnliche Summe für die Soldatenkinder. Am 1. Mai 1788 wurde sein Regiment aufgelöst und auf Depotbataillone verteilt. Heyking wurde daraufhin Chef der Leibkompanie. Kurz vor seinem Tod bot ihm Friedrich Wilhelm II. noch die Stellung als Kommandant der Festung Graudenz an. Alters- und krankheitsbedingt lehnte Heyding dieses Angebot jedoch ab.
Bekannt wurde Heyking, als er von König Friedrich II. den Auftrag bekam, die Beschwerde des Müllers Arnold zu untersuchen. Er war auch an der nachfolgenden Justizreform beteiligt.

### Familie
Heyking war seit 1747 mit Sophie Dorothea von Lindstedt (* 1717; † 7. November 1786) verheiratet. Aus der Ehe ging der Sohn Friedrich August (* 1753; † 5. Oktober 1775), Sekondeleutnant im Grenadierbataillon „von Hardt“ Nr. 4, hervor.